# John Q Irritated
John Q Irritated ist ein New-Orleans-Funk-Trio aus Nürnberg. Die Besetzung der Band besteht aus Sousaphon, Schlagzeug sowie Gitarre & Gesang.

## Geschichte
Die Band wurde von Dirk Hess gegründet. Inspiriert durch seine Zeit an der Preservation Hall in New Orleans nahm er unter dem Namen Hot Klub mit Peter Heider (Boozoo Bajou) und Peter Hoppe (Slackwax) die erste EP auf. Nach und nach formierte sich die Band zum Septett mit kompletter Bläsersektion, u. a. Gerhard Gschlößl (Sousaphon und Posaune), Markus Riessbeck (Saxophon), Gabriel Geller (Saxophon & Gesang), Tobi Zillner (Sousaphon & Posaune) und Stefan Lang (Trompete). War das Repertoire anfangs noch eher an typischem New Orleans Brass Band Sound orientiert, entwickelte sich rasch ein eigenständiger Stil mit Einflüssen aus Swamp, Jazz, Rock, Country, Rocksteady und später auch elektronischer Musik.
Mit den häufiger stattfindenden Live-Konzerten verließ Peter Heider aufgrund seines Erfolgs mit Boozoo Bajou die Band. Er wurde durch Matthias Rosenbauer ersetzt, der binnen kurzer Zeit eine der Säulen der Band wurde.
2005 wurde die Band vom Frankfurter Indie-Label Hazelwood Vinyl Plastics unter Vertrag genommen. Dort erschienen unter dem neuen Namen John Q Irritated die beiden Alben „To Your Letter of June 29th“ und „Five Days of Flat Water“.

## Diskografie
- Hot Klub[5]
- To Your Letter of June 29th (Vinyl Edition mit einem Remix von Boozoo Bajou)[6]
- White Blood on Red Cotton[7]
- To Your Letter of June 29th[8]
- 5 Days of Flat Water[9] auf Hazelwood Vinyl Plastics
- Must Have Been Great (Rosenau Records / Galileo Music, Release 23.5.2025)[10][11]
- Who Got Love[12]